# 澳洲車愛好者黨
澳洲車愛好者黨（英語：Australian Motoring Enthusiast Party）是澳大利亞的一個小型政黨，最早是2013年5月11日一場汽車愛好者聚會所成立，用以阻止各省（尤其是昆士蘭省）政府打算立法禁止汽車改裝並得以扣留违规汽車。
2013年7月9日澳洲選舉委員會核准政黨登記，車愛好者黨隨後就積極參與2013年澳洲聯邦大選。在2013年澳洲联邦大选中，该党连同一系列类似小型政党利用互相拨票，在自身得票极少的情况下成功在參議院獲取一席，当选参议员随即宣布将在议会跟随帕爾默聯合黨投票。